# 德氏歐白魚
德氏歐白魚（学名：Alburnus derjugini）为輻鰭魚綱鯉形目雅羅魚科歐白魚属的其中一種，該物種分布於歐洲黑海沿岸河流，體長可達10.8公分，棲息在低地河流。

## 扩展阅读
維基物種上的相關：德氏歐白魚